# Baldur's Gate: Tales of the Sword Coast
Baldur's Gate: Tales of the Sword Coast je dodatak ka RPG igru Baldur's Gate, pojvila se je 30. aprila 1999. i donosi oko 20 do 30 sati igranja.

## Novine u odnosu na
Dodatak donosi četiri nove regije. To su grad Ulgoth's Beard, Werewolf island, Ice island i Durlag's Tower ruins. Novost je i povečanje maksimalnog iskustva (experience points) u igri, koji je povećan sa 89000 na 161000 bodova. Ovo omogućuje igraču dostizanje većeg nivoa. Ekspanzija takođe rešava neke greške i donosi neke manje promene u igri u odnosu na Baldur's Gateoriginal.

## Spoljašnje veze
- Zvanična Baldur's Gate: Tales of the Sword Coast internet stranica
- za igre bazirane na Infinity Engine-u